# Bankrupt!
Bankrupt! es el quinto álbum de estudio de la banda francesa de indie pop Phoenix. El álbum fue lanzado el 19 de abril de 2013 por Loyauté, Glassnote Records y Atlantic Records. Fue lanzado cuatro años después de «Wolfgang Amadeus Phoenix», lanzado en 2009. El álbum fue producido por la banda con Philippe Zdar y se grabó en dos años en Studios d'Herbécourt y Motorbass Studios en París, Francia y en Oscilloscope Laboratories en la ciudad de Nueva York, Estados Unidos. El álbum recibió revisiones generalmente favorables de críticos de la música sobre lanzamiento. Debutó en el número 3 de la lista de álbumes franceses, el número 4 en el Billboard 200 (vendiendo 50 000 copias) y el número 14 en la lista de álbumes del Reino Unido.
Tres sencillos oficiales fueron lanzados desde el álbum: «Entertainmnet», «Trying to Be Cool» y «S.O.S. en Bel Air».

## Escritura y composición
El 5 de abril de 2011, Phoenix publicó una actualización del blog en su página web que revelaba imágenes fijas de CCTV de un estudio donde la banda estaba trabajando. La banda declaró en entrevistas que el álbum sería una desviación de los sonidos pop de Wolfgang Amadeus Phoenix (2009), y estaban tratando de crear algo más experimental. La banda también dijo que su trabajo en la banda sonora de la película Somewhere de Sofia Coppola en 2010 proporcionó inspiración para la creación del álbum.

## Promoción
El director de Glassnote, Daniel Glass, anunció en un evento de Spotify el 6 de diciembre de 2012 que la banda había terminado de grabar su nuevo álbum, y que estaba programado para su lanzamiento en abril de 2013. El 16 de enero de 2013, se reveló que el título del álbum era Bankrupt! y un adelanto fue lanzado en el sitio web oficial de Phoenix.
Phoenix tocó en varios festivales de música importantes en todo el mundo en apoyo del álbum. Las fechas incluyeron anuncios en el Festival de Música y Artes de Coachella Valley y Primavera Sound. También tocaron en grandes festivales europeos como Rock Werchter, Rock am Ring, Rock im Park y Glastonbury Festival.
El sencillo principal del álbum, "Entertainment", se estrenó en el programa de Zane Lowe en BBC Radio 1 el 18 de febrero de 2013, y fue lanzado digitalmente el día siguiente.
El segundo sencillo, "Trying to Be Cool", se promocionó inicialmente a través de Soundcloud, con varios remixes disponibles para su descarga. El 2 de julio de 2013 se lanzó un video de la canción, con una presentación en vivo de "Trying to Be Cool" y "Drakkar Noir" en un estudio en la ciudad de Nueva York. El video fue dirigido por el colectivo español "CANADA" y producido por Phoenix junto con el Proyecto de creadores de Intel y Vice. "S.O.S. in Bel Air" impactó a la radio alternativa en los Estados Unidos como el tercer y último sencillo de "Bankrupt !" El 11 de noviembre de 2013.

## Recepción
Bankrupt! recibió calificaciones en su mayoría positivas de la mayoría de los críticos musicales. En Metacritic, que asigna un puntaje promedio ponderado de 100 a las calificaciones y críticas de los principales críticos, el álbum recibió un metascore de 71, basado en 41 comentarios. Heather Phares, de AllMusic, destacó que: «el álbumno está tan desprovisto de nuevas ideas como sugiere su título, pero no parece que se haya comparado el avance de Wolfgang con lo que ocurrió antes. No es que necesariamente deba ser así". porque "les permite celebrar con una vuelta de la victoria que es agradable para todos los interesados.» Greg Kot de Chicago Tribune, descubrió que es más "cohesivo que su predecesor más vendido". Reef Younis de Clash calificó el esfuerzo como 8 de 10, y dijo que el álbum es "tan meticuloso, simpático y bailable como sus predecesores".

## Lista de canciones
Todas las canciones escritas y compuestas por Phoenix. 
| N.º | Título              | Duración |  |
| 1.  | «Entertainment»     | 3:40     |  |
| 2.  | «The Real Thing»    | 3:22     |  |
| 3.  | «S.O.S. in Bel Air» | 3:43     |  |
| 4.  | «Trying to Be Cool» | 3:48     |  |
| 5.  | «Bankrupt!»         | 6:57     |  |
| 6.  | «Drakkar Noir»      | 3:22     |  |
| 7.  | «Chloroform»        | 4:04     |  |
| 8.  | «Don't»             | 3:16     |  |
| 9.  | «Bourgeois»         | 4:53     |  |
| 10. | «Oblique City»      | 3:30     |  |

| «Cabourg» Disc two, deluxe edition – «The Bankrupt! Diaries» |                          |          |  |
| N.º                                                          | Título                   | Duración |  |
| 2.                                                           | «Just Trying to Be Cool» | 0:36     |  |
| 3.                                                           | «L'Heure Bleue»          | 0:27     |  |
| 4.                                                           | «L'Aventure»             | 1:18     |  |
| 5.                                                           | «Versus Monteverdi»      | 0:42     |  |
| 6.                                                           | «François»               | 1:43     |  |
| 7.                                                           | «Labyrinthe»             | 1:14     |  |
| 8.                                                           | «Vésuve II»              | 1:04     |  |
| 9.                                                           | «Campo Marzio 4»         | 1:19     |  |
| 10.                                                          | «Cité d'Or Fondations»   | 1:47     |  |
| 11.                                                          | «Cité d'Or»              | 0:46     |  |
| 12.                                                          | «Baccalauréat»           | 0:30     |  |
| 13.                                                          | «Police»                 | 0:29     |  |
| 14.                                                          | «Helmut»                 | 1:06     |  |
| 15.                                                          | «Vladimir»               | 0:16     |  |
| 16.                                                          | «Cité d'Or II»           | 0:53     |  |
| 17.                                                          | «Le Rouge aux Lèvres»    | 0:51     |  |
| 18.                                                          | «Dolomites»              | 0:56     |  |
| 19.                                                          | «J'ai Tout Donné»        | 0:32     |  |
| 20.                                                          | «Bruce»                  | 0:32     |  |
| 21.                                                          | «Nanonana Nuage»         | 0:44     |  |
| 22.                                                          | «Drakkar»                | 1:32     |  |
| 23.                                                          | «RMI Florian»            | 0:47     |  |
| 24.                                                          | «Belinda au Soleil»      | 0:52     |  |
| 25.                                                          | «Belinda»                | 0:50     |  |
| 26.                                                          | «Nanopico»               | 0:46     |  |
| 27.                                                          | «Triangle 3»             | 1:11     |  |
| 28.                                                          | «Belinda Wurlitzer»      | 0:35     |  |
| 29.                                                          | «Giorgio 2»              | 0:53     |  |
| 30.                                                          | «Lin Bleu»               | 0:44     |  |
| 31.                                                          | «Rimini-Antibes»         | 1:05     |  |
| 32.                                                          | «Batobus»                | 0:44     |  |
| 33.                                                          | «Scouts D'Europe»        | 0:48     |  |
| 34.                                                          | «Nanomanioc»             | 0:33     |  |
| 35.                                                          | «Je T'Aime»              | 0:47     |  |
| 36.                                                          | «Epsilon 12»             | 0:32     |  |
| 37.                                                          | «Été Pourri»             | 1:04     |  |
| 38.                                                          | «Biblos»                 | 0:32     |  |
| 39.                                                          | «Jeunesse»               | 1:04     |  |
| 40.                                                          | «Blue Lagoon»            | 0:40     |  |
| 41.                                                          | «Taxi G7»                | 0:47     |  |
| 42.                                                          | «Ex-Aequo»               | 0:40     |  |
| 43.                                                          | «Ragazzi»                | 0:53     |  |
| 44.                                                          | «Drill»                  | 1:04     |  |
| 45.                                                          | «Rimini Sous la Douche»  | 0:53     |  |
| 46.                                                          | «Chimie»                 | 0:31     |  |
| 47.                                                          | «Hedlunda 2»             | 0:46     |  |
| 48.                                                          | «33cl»                   | 0:59     |  |
| 49.                                                          | «Virgule XII»            | 0:54     |  |
| 50.                                                          | «Majordome»              | 0:37     |  |
| 51.                                                          | «Oblique»                | 1:00     |  |
| 52.                                                          | «Amphores»               | 0:55     |  |
| 53.                                                          | «Lin Bleu Dans le Métro» | 1:01     |  |
| 54.                                                          | «Entertainer»            | 0:29     |  |
| 55.                                                          | «Mindgames»              | 0:52     |  |
| 56.                                                          | «Prince des Collines»    | 0:42     |  |
| 57.                                                          | «Aristotle»              | 0:01     |  |
| 58.                                                          | «Le Main de Dieu»        | 3:09     |  |
| 59.                                                          | «Aristotelian»           | 0:01     |  |
| 60.                                                          | «Vendredi»               | 0:19     |  |
| 61.                                                          | «Anthracite»             | 0:57     |  |
| 62.                                                          | «Amalfi»                 | 1:05     |  |
| 63.                                                          | «Le Synthé Pleure»       | 1:31     |  |
| 64.                                                          | «4 Bits Adaggio»         | 0:59     |  |
| 65.                                                          | «24 Carats»              | 1:36     |  |
| 66.                                                          | «Invisible»              | 0:45     |  |
| 67.                                                          | «UGC Ciné Cité»          | 0:39     |  |
| 68.                                                          | «Negroni»                | 0:40     |  |
| 69.                                                          | «Chloroform Berceau»     | 0:51     |  |
| 70.                                                          | «Hedlunda»               | 1:03     |  |
| 71.                                                          | «Cité d'Or de Facto»     | 1:54     |  |

## Personal
Créditos para Bankrupt! adaptado de notas del trazador de líneas.
Phoenix
- Phoenix – producción
- Thomas Mars – vocalista
- Laurent Brancowitz – guitarra, teclados, percusiones, programación, coros, iluatraciones
- Christian Mazzalai – guitarra, teclados, programación, coros
- Deck D'Arcy – bajo, teclados, piano, percusiones, programación, coros

Personal adicional
| - Michael Askill – baquetas, percusiones ("Entertainment", "Bankrupt!") - Laurent d'Herbécourt – tambores adicionales ("Trying to Be Cool"); ingeniería (todas las canciones) - Maître Dierstein – ingeniero técnico - Maître Guy Foucher – ingeniero técnico - Ben Garvie – portada, ilustraciones - Thomas Hedlund – batería, samples - Robin Coudert – piano, teclados - George Jarvis – unidad de efectos - Andre Kelman – ingeniería - Cameron Kennedy – baquetas, percusión ("Entertainment", "Bankrupt!") - Stéphane Kim – ingeniería técnica | - Rebecca Lloyd-Jones – baquetas, percusión ("Entertainment", "Bankrupt!") - Mike Marsh – masterización - Erik Mikalsen – unidad de efectos - Steph Mudford – baquetas, percusión ("Entertainment", "Bankrupt!") - Cedric Plancy – flauta ("Bankrupt!") - SM Associati – dirección de arte - Pascal Teixeira – ilustraciones - Julien Torb – ingeniería, asistente de mezcla - Bastien Vandevelde – tambores adicionales ("Bankrupt!"); ingeniería, asistente de mezcla (all tracks) - Zdar – tambores adicionales ("Bourgeois"); ingeniería adicional, mezcla de audio, producción (todas las canciones) |

## Posicionamiento
| Lista (2013)                             | Posición más alta |
| ---------------------------------------- | ----------------- |
| Australia (ARIA)                         | 5                 |
| Ö3                                       | 31                |
| Bélgica (Ultratop)                       | 21                |
| Bélgica (Ultratop)                       | 22                |
| Canadá (Canadian Albums Chart)           | 4                 |
| Dinamarca (IFPI)                         | 34                |
| Países Bajos (MegaCharts)                | 57                |
| Francia (SNEP)                           | 3                 |
| Alemania (Media Control Charts)          | 18                |
| Irlanda (Irish Albums Chart)             | 10                |
| Japón (Oricon)                           | 18                |
| Nueva Zelanda (New Zealand Albums Chart) | 27                |
| Noruega (VG-lista)                       | 33                |
| Escocia (Scottish Albums Chart)          | 17                |
| Corea del Sur (Gaon)                     | 94                |
| España (PROMUSICAE)                      | 48                |
| Suiza (Swiss Hitparade)                  | 22                |
| Reino Unido (UK Albums Chart)            | 14                |
| Estados Unidos (US Billboard 200)        | 4                 |
| Estados Unidos (US Alternative Albums)   | 1                 |
| Estados Unidos (US Independent Albums)   | 1                 |
| Estados Unidos (US Rock Albums)          | 1                 |

## Historial de lanzamiento
| País           | Fecha               | Discográfica                                 |
| -------------- | ------------------- | -------------------------------------------- |
| Australia      | 19 de abril de 2013 | Liberation Music                             |
| Alemania       | 19 de abril de 2013 | Warner Music                                 |
| Países Bajos   | 19 de abril de 2013 | Warner Music                                 |
| Irlanda        | 19 de abril de 2013 | Loyauté, Glassnote Records, Atlantic Records |
| Reino Unido    | 22 de abril de 2013 | Loyauté, Glassnote Records, Atlantic Records |
| France         | 22 de abril de 2013 | Loyauté                                      |
| Canadá         | 23 de abril de 2013 | Glassnote Records                            |
| Estados Unidos | 23 de abril de 2013 | Loyauté, Glassnote Records                   |
| Japón          | 24 de abril de 2013 | Warner Music                                 |
| Italia         | 14 de mayo de 2013  | Warner Music                                 |